# Martin Marinov
Martin Georgiev Marinov (in bulgaro Мартин Георгиев Маринов?; 25 ottobre 1967) è un ex canoista bulgaro con cittadinanza australiana.
Alle olimpiadi di Seul 1988 ha vinto una medaglia di bronzo nel C1 500 m e a Barcellona 1992 un altro bronzo nel C2 500 m, in coppia con Blagovest Stoyanov. Si è ritirato dopo le Olimpiadi di Atene 2004, nelle quali ha gareggiato per l'Australia.

## Palmarès
- Olimpiadi

Seul 1988: bronzo nel C1 500 m.
Barcellona 1992: bronzo nel C2 500 m.
- Mondiali

1987: argento nel C1 1000 m.
1989: bronzo nel C1 500 m.
1994: bronzo nel C2 500 m.
1995: bronzo nel C2 200 m.
- Campionati europei di canoa/kayak sprint

Plovdiv 1997: bronzo nel C4 500m.